# Sistema equitativo de tierra
El sistema equitativo de tierra (en chino, 均田制度; pinyin, Jūntián Zhìdù) fue un régimen chino de distribución de terrenos practicado desde el año 485 hasta el siglo VIII.
Este sistema se introdujo en la práctica en el año 485 por el Emperador Xiaowen de Wei del Norte durante el período de las Dinastías Meridionales y Septentrionales. Luego fue adoptado por otros reinos y su uso fue continuado por las dinastías Sui y Tang.

## Bases
El sistema funcionaba sobre la base de que toda la tierra era propiedad del gobierno, que podría asignarla a las familias. Cada individuo, incluidos los esclavos, era titular de una cierta cantidad de tierra, según su capacidad para suministrar mano de obra. Al morir, la tierra revertiría al estado, que la volvía a asignar, aunque se permitía la herencia en los casos que requerían de más tiempo de desarrollo, como las plantaciones de morera para los gusanos de seda.
La idea era fomentar el cultivo e impedir que quedaran tierras de labor abandonadas. Esto impidió que los aristócratas desarrollaran grandes bases de poder para monopolizar las tierras, y permitió a la gente común el acceso a los cultivos para garantizar su sustento.
El sistema funcionó hasta la rebelión de An Lushan, cuando el control centralizado de los territorios hizo que cayera en desuso. Las familias aristocráticas y los monasterios budistas tomaron el control de grandes propiedades, y los campesinos se convirtieron en arrendatarios o en siervos con ocasión de guerras o catástrofes naturales.

## Adopción en Japón
Llevado a Japón en el año 646, durante la era Taika, perduró cerca de un siglo ahí. Bajo dicho sistema, todos los adultos tenían asignada una porción fija de tierra; siendo parte de su producción agrícola pagada como impuestos. Al morir una persona, casi todo el suelo era devuelto al gobierno.
El crecimiento de la población y una tendencia de poseer las tierras permanentemente orillaron al colapso de esta norma en China; la exención de impuestos y asignaciones adicionales para los nobles y monasterios resultó en su desaparición de Japón.